# Скофилд, Джон
Джон Ско́филд (англ. John Scofield, род. 26 декабря 1951, Дэйтон, штат Огайо) — американский джазовый гитарист и композитор.

## Биография
Джон проявлял интерес к музыке с раннего возраста. Скофилд вдохновлялся Чаком Берри, Альбертом Кингом и Би Би Кингом. Начал играть на гитаре в школьные годы в Коннектикуте, в 1970-1973 годах учился в Музыкальном колледже Беркли (не окончил) у вибрафониста Гэри Бёртона и гитариста Мика Гудрика. В 1974 году по рекомендации Гудрика, Джон вошёл в число участников оркестра Джерри Маллигана и Чета Бейкера на концерте в Карнеги Холле. После этого Скофилд стал на два года участником группы Билли Кобэма и Джорджа Дьюка. В 1977 году он записывался с Чарлзом Мингусом, играл с квартетом Бёртона и квинтетом Либмана (Liebman’s Qintet). В импровизациях того времени Скофилд ориентировался на фанк.

В 1977 году сформировал собственный музыкальный ансамбль, в который вошли пианист Ричи Бейрак (Beirach), басист Джордж Мраз (Mraz) и ударник Джо ЛаБарбера (LaBarbera). В таком составе ансамбль успешно гастролировал в Европе и записал первый альбом «John Scofield Live». В 1977 году Скофилд принял участие в записи альбома Rough House пианиста Хэла Гальпера, а затем и альбома Ivory Forest (1980), где он сыграл сольную версию «Monk's Mood» Телониуса Монка. В 1980 году Скофилд создал трио с басистом Стивом Свэллоу (Swallow) и ударником Адамом Нуссбаумом (Nussbaum). В этом составе он записал три альбома, которые пользовались коммерческим успехом. В 1982 году Скофилд присоединился к Майлсу Дейвису, с которым записал три альбома: Star People, Decoy и You're Under Arrest. В 1982-1985 гг. Скофилд объездил с ансамблем Дейвиса весь Западный мир. После их расставания, Скофилд основал Blue Matter Band, с Деннисом Чемберсом на барабанах, Гэри Грейнджером на басу и Митчелом Форманом, Робертом Арисом и Джимом Бирдом на клавишных. Совместное творчество отразилось в трёх альбомах:  Blue Matter, Loud Jazz и Pick Hits Live. Позже Марк Джонсон сформировал Bass Desires с Питером Эрскином и Биллом Фриселлом, куда пригласил и Скофилда. Этот «самый удачный [коллектив] со времён Джона Маклафлина и Карлоса Сантаны» записал два альбома, Bass Desires (1986) и Second Sight (1987).

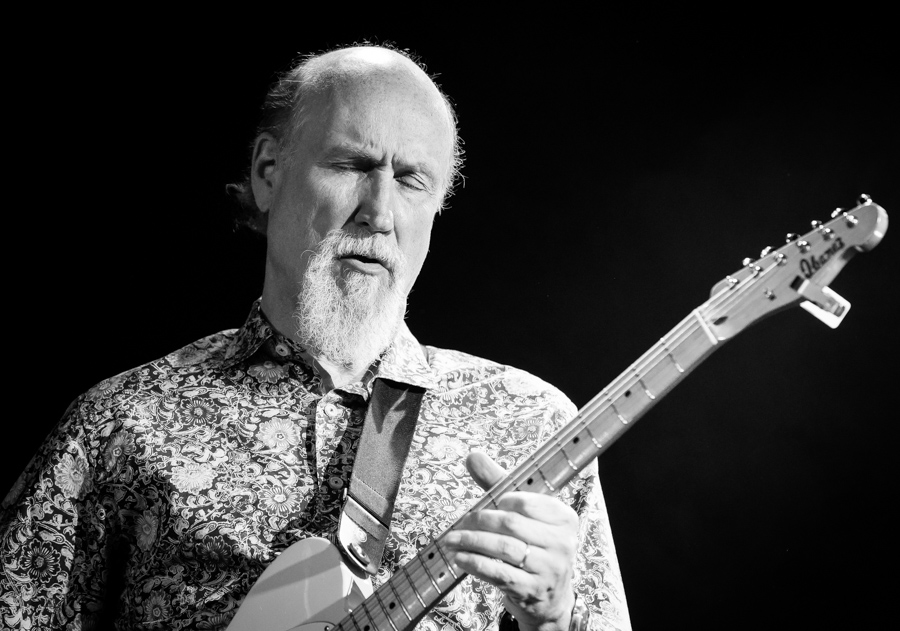
Скофилд на Конгсбергский джазовый фестиваль в 2017 году

В начале 1990-х годов Скофилд сформировал квартет, в который вошёл Джо Ловано, с которым он записал несколько альбомов для Blue Note. В 1997 году работал с британским композитором Марком-Энтони Тёрниджем, который участвовал в записях Blood on the Floor: Elegy for Andy и Scorched. На живой премьере Scorched в Старой опере во Франкфурте в сентябре 2002 года Джон Патитуччи и Питер Эрскин выступили с Radio-Symphony-Orchestra Frankfurt и hr-Bigband. Выступление было записано и выпущено Deutsche Grammophon.
На протяжении карьеры Скофилд руководил ансамблями и входил в состав других ансамблей, при этом он показывал владение несколькими джазовыми стилями, включая своеобразную смесь бопа с фанком, блюза и кантри. Играл как на электрогитаре, так и на акустической гитаре.

## Дискография
Примечание. Если не указано иное, диск выпущен как сольный альбом Джона Скофилда
- Live (1977)
- John Scofield (1978)
- Rough House (1978)
- Who’s Who? (1979)
- Niels-Henning Ørsted Pedersen Quartet — Dancing on the Tables (1979)
- Larry Coryell With John Scofield And Joe Beck — Tributaries (1979)
- Bar Talk (1980)
- Shinola (1981)
- John Scofield Trio — Out Like A Light (1981)
- John Scofield and John Abercrombie — Solar (1983)
- Electric Outlet (1984)
- Still Warm (1985)
- Blue Matter (1986)
- East Meets West (1987)
- Pick Hits Live (1987)
- Loud Jazz (1987)
- Flat Out (1988)
- Time On My Hands (1989)
- Meant To Be (1990)
- The John Scofield Quartet — Plays Live (1991)
- Grace Under Pressure (1991)
- What We Do (1993)
- John Scofield & Pat Metheny — I Can See Your House From Here (1994)
- Hand Jive (1994)
- Groove Elation (1995)
- Quiet (1996)
- A Go Go (1998)
- Bump (2000)
- Live Fasching (2000)
- Works For Me (2000)
- Steady Groovin' (2000)
- The John Scofield Band — Uberjam (2002)
- ScoLoHoFo — Oh! (2003)
- John Scofield Band — Up All Night (2003)
- John Scofield Trio — EnRoute (2004)
- That’s What I Say (2005)
- Trio Beyond — Saudades (2006)
- Medeski Martin & Wood — Out Louder (2006)
- This Meets That (2007)
- Piety Street (2009)
- John Scofield & Metropole Orkest — 54 (2010)
- A Moment’s Peace (2011)
- Überjam Deux (2013)
- Medeski Scofield Martin & Wood — Juice (2014)
- Past Present (2015)
- Country for Old Men (2016)
- John Scofield, Jack DeJohnette, John Medeski, Larry Grenadier — Hudson (2017)
- Combo 66 (2018)
- Adam Niewood, John Scofield, John Patitucci, Jack DeJohnette — Home with You, At Last (2019)
- John Scofield <Electric Guitar and Looper> (2022)

## Видео
- John Scofield — Live at the North Sea Jazz Festival (1986)
- John Scofield — Live 3 Ways (1990)
- John Scofield — New Morning, The Paris Concert (2010)
- John Scofield — Solo, Elbphilharmonie Sessions (2022)